# Qornisi (stad)
Qornisi (georgiska: ყორნისი) är en daba (stadsliknande ort) i Georgien. Den ligger i den centrala delen av landet, 100 km nordväst om huvudstaden Tbilisi. Qornisi ligger 786 meter över havet och har cirka 450 invånare.